# Bring the Noise
«Bring the Noise» — песня американской группы Public Enemy из саундтрека к кинофильму 1987 года «Меньше чем ноль». Тогда же, в ноябре 1987 года, была издана отдельным синглом в Великобритании. Потом вошла в альбом Public Enemy It Takes a Nation of Millions to Hold Us Back (июнь 1988).
Изданный в Великобритании сингл с этой песней достиг 32 места в национальном сингловом чарте этой страны (UK Singles Chart)
Сингл достиг 29 места в Великобритании (в национальном сингловом чарте UK Singles Chart).

## Значение
В 2004 году журнал Rolling Stone поместил песню «Bring the Noise» в исполнении группы Public Enemy на 160 место своего списка «500 величайших песен всех времён». В списке 2011 года песня находится на 162 месте. В марте 2023 года группа авторов американского издания Rolling Stone включила версию данной композиции в совместном исполнении Public Enemy и Anthrax в список «100 величайших хеви-метал песен всех времён». В этом рейтинге она заняла 90-ю позицию, заметку о ней составил Кори Гроу.